# Christiane Zweier
Christiane Zweier (* 1978) ist eine deutsche Humangenetikerin.

## Wissenschaftliche Karriere
Zweier studierte von 1997 bis 2003 Humanmedizin an der Universität Erlangen-Nürnberg. Ab Oktober 2004 war sie als Assistenzärztin am Humangenetischen Institut der Universität Erlangen-Nürnberg tätig und promovierte 2004 über das Mowat-Wilson-Syndrom. Im Jahre 2009 war sie als Gastwissenschaftlerin am Department of Human Genetics der Radboud-Universität Nijmegen, Niederlande, tätig. 2012 erwarb sie den Facharzttitel für Humangenetik.
Im Januar 2018 wurde sie zur außerplanmäßigen Professorin am Lehrstuhl für Humangenetik an der Universität Erlangen-Nürnberg ernannt. Seit dem 1. September 2020 ist die ordentliche Professorin für Humangenetik an der Universität Bern und außerdem Direktorin und Chefärztin der Universitätsklinik für Humangenetik am Inselspital in Bern. In dieser Funktion ist sie Nachfolgerin von Sabina Gallati.

## Forschungsschwerpunkte
Zweier widmete sich vor allem der weiteren Erforschung des Pitt-Hopkins-Syndroms. Unter ihrer Leitung konnte der Zusammenhang mit dem Transkriptionsfaktor TCF4  nachgewiesen und eine genauere klinische Charakterisierung des Syndroms vorgenommen werden. In weiteren Arbeiten konnte sie die Beteiligung weiterer Gene nachweisen.

## Mitgliedschaften
- Mitglied im wissenschaftlichen Beirat der Deutschen Gesellschaft für Humangenetik e.V.[6]
- Stellvertretendes Mitglied für die Fachrichtung Medizin in der Bayerischen Ethikkommission für Präimplantationsdiagnostik[7]

## Auszeichnungen
- Thiersch-Preis der Medizinischen Fakultät der Friedrich-Alexander-Universität Erlangen-Nürnberg, 2014[8]